# Isertia krausei
Isertia krausei är en måreväxtart som beskrevs av Paul Carpenter Standley. Isertia krausei ingår i släktet Isertia och familjen måreväxter. Inga underarter finns listade i Catalogue of Life.